# Alê (handebolista)
Alexandre Morelli Vasconcelos, mais conhecido como Alê (Londrina, 19 de dezembro de 1978) é um goleiro brasileiro de handebol, que atua na posição de goleiro.
É formado em educação física.

## Trajetória desportiva
Começou a jogar handebol na escola, aos 12 anos, motivado pela irmã que também jogava.
Conquistou a medalha de prata nos Jogos Pan-Americanos de 1999 em Winnipeg. No ano seguinte, devido a uma lesão, não participou dos Jogos Olímpicos de Sydney.
Jogava pelo Imes/São Caetano quando foi convocado para a seleção brasileira que conquistou a medalha de ouro nos Jogos Pan-Americanos de 2003 em Santo Domingo. Em 2004 foi aos Jogos Olímpicos de Atenas e, na sequência, transferiu-se para a equipe da Metodista, de São Bernardo do Campo.
Conquistou a medalha de ouro nos Jogos Pan-Americanos de 2007 no Rio de Janeiro. Foi aos Jogos Olímpicos de 2008 em Pequim, porém estava lesionado e pouco atuou, ocasião em que o Brasil terminou em 11º lugar.
Jogou ainda pelo Clube Olímpico de Maringá e pelo Unoesc/Orbenk/PMC.